# 瓜達盧佩 (秘魯)

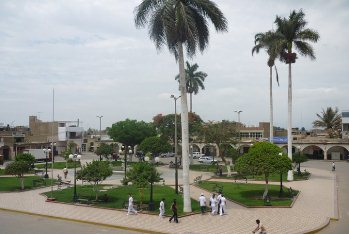

瓜達盧佩（西班牙語：Guadalupe）是位于秘魯西北部的一座城市，由拉利伯塔德大區負責管轄，距離首都利馬686公里，始建於1550年4月15日，面積243平方公里，海拔高度92米，人口36,580。